# 哈米尼干
哈米尼干是一個蒙古化的鄂溫克人部落，也是蒙古國唯一一個通古斯民族，他們在16世紀早期成為喀爾喀蒙古的貢民。
他們最早生活在尼布楚，後來俄羅斯哥薩克和布里亞特人佔領了他們的地方，逼迫他們逃往清朝。
在1880年代，他們從狩獵轉向放牧牛、馬、綿羊，駱駝。在1918年他們和一些布里亞特人逃往呼倫貝爾，在蒙古國的生活在東方省，肯特省、中央省。